# モン国民解放軍
モン国民解放軍あるいはモン民族解放軍（ビルマ語: မွန်အမျိုးသား လွတ်မြောက်ရေး တပ်မတော်; モン語: ဒပ်ပၞာန်ဗၠးၜးကောန်ဂကူမန်; 略称 MNLA）はミャンマー（ビルマ）のモン人の反乱グループである 。新モン州党（NMSP）の軍事組織であり、1949年以来様々な呼称で政府軍と戦ってきている。NMSPは2015年10月15日に他の反乱グループおよびミャンマー政府との全国停戦協定（NCA）に署名した。 
2016年9月、MNLAの戦闘員たちはタニンダーリ管区でカレン民族同盟（KNU）の軍事組織であるカレン民族解放軍（KNLA）の構成員たちと武力衝突し始めた。NMSPとKNUは双方とも戦闘の時点でNCAに署名済みの組織であった。2018年3月14日に両者の間で一時的な休戦に達した。  
NMSPは2019年10月にモン州とカイン州の境界部でKNLAとの新たな武力衝突を開始した。